# Kamjanyj Mist (Perwomajsk, Siedlung)
Kamjanyj Mist (ukrainisch Кам'яний Міст; russisch Каменный Мост Kamenny Most) ist eine Siedlung im Nordwesten der ukrainischen Oblast Mykolajiw mit etwa 1500 Einwohnern.

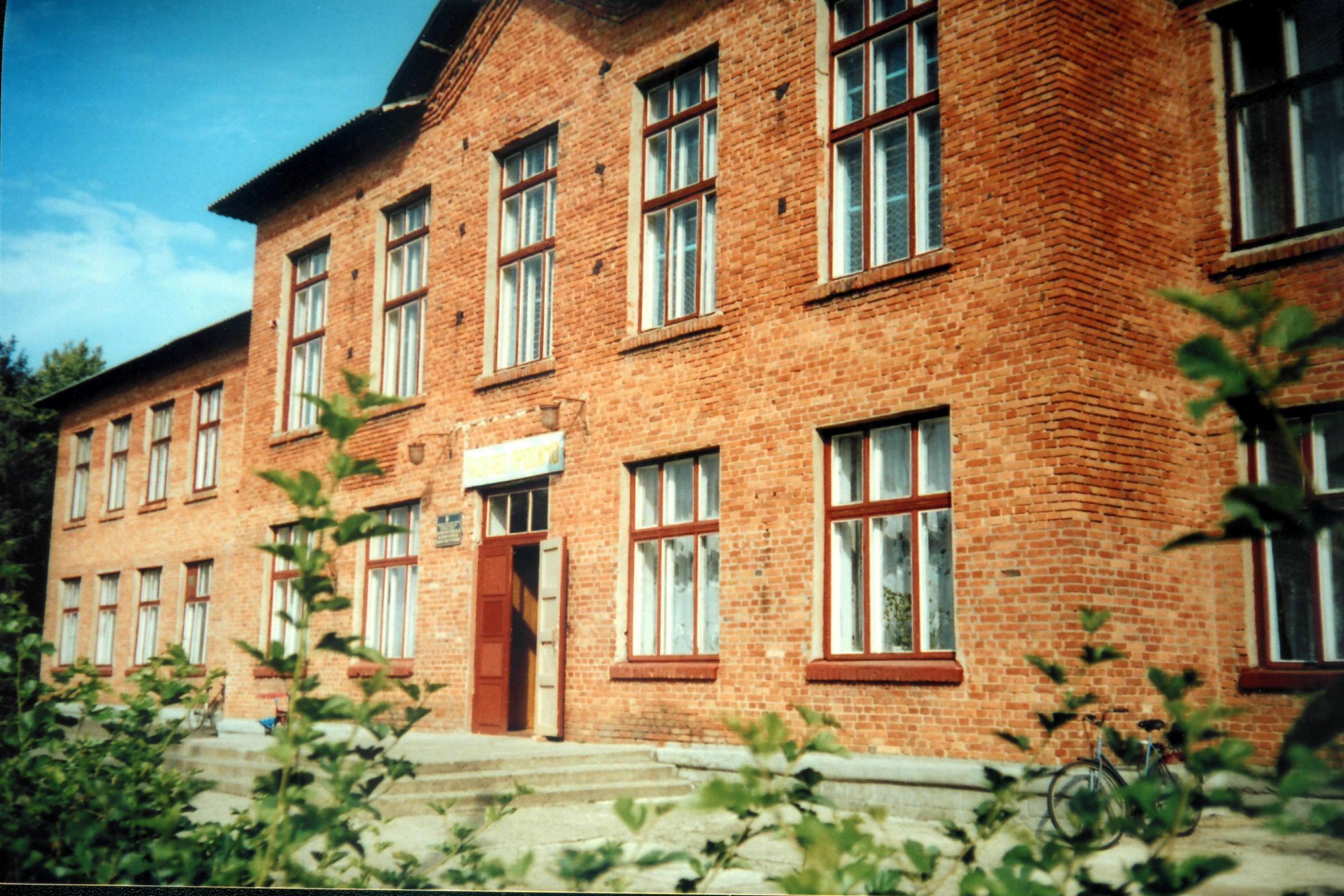
Schule im Ort

Die Ansiedlung entstand als Bahnhofssiedlung am Ende des 19. Jahrhunderts. Seit 1963 besteht sie als eigenständiger Ort und liegt an der 1867 eröffneten Bahnstrecke Borschtschi–Charkiw, 15 Kilometer südwestlich der Rajonhauptstadt Perwomajsk und 138 Kilometer nordwestlich der Oblasthauptstadt Mykolajiw.

## Verwaltungsgliederung
Am 12. September 2016 wurde die Ansiedlung zum Zentrum der neugegründeten Landgemeinde Kamjanyj Mist (Кам'яномостівська сільська громада/Kamjanomostiwska silska hromada). Zu diesem zählten auch noch die 5 Dörfer Kamjanyj Mist, Katerynka, Kolomyjiwka, Krymka und Petriwka, bis dahin bildete es zusammen mit den Dörfern Katerynka und Petriwka die gleichnamige Landratsgemeinde Kamjanyj Mist (Кам'яномостівська сільська рада/Kamjanomostiwska silska rada) im Südwesten des Rajons Perwomajsk.
Am 12. Juni 2020 kamen noch die 8 in der untenstehenden Tabelle aufgelisteten Dörfer sowie die Ansiedlung Sadybne zum Gemeindegebiet.
Folgende Orte sind neben dem Hauptort Kamjanyj Mist Teil der Gemeinde:
| Name                     | Name          | Name                                |
| ukrainisch transkribiert | ukrainisch    | russisch                            |
| ------------------------ | ------------- | ----------------------------------- |
| Kamjanyj Mist            | Кам’яний Міст | Каменный Мост (Kamenny Most)        |
| Katerynka                | Катеринка     | Катеринка (Katerinka)               |
| Kolomijiwka              | Коломіївка    | Коломиевка (Kolomijewka)            |
| Krymka                   | Кримка        | Крымка                              |
| Kumari                   | Кумарі        | Кумари                              |
| Nowoandrijiwka           | Новоандріївка | Новоандреевка (Nowoandrejewka)      |
| Petriwka                 | Петрівка      | Петровка (Petrowka)                 |
| Poltawka                 | Полтавка      | Полтавка (Poltawka)                 |
| Sadybne                  | Садибне       | Садыбное (Sadybnoje)                |
| Seleni Koschary          | Зелені Кошари | Зелёные Кошары (Seljonyje Koschary) |
| Sorjane                  | Зоряне        | Зоряное (Sorjanoje)                 |
| Stari Koschary           | Старі Кошари  | Старые Кошары (Staryje Koschary)    |
| Stepkiwka                | Степківка     | Степковка (Stepkowka)               |
| Stepowe                  | Степове       | Степовое (Stepowoje)                |